# BBC Sounds
BBC Sounds，是BBC提供的封闭流媒体平台，提供BBC的广播转播、音频点播和播客节目，并且可供下载。 
该平台在多种设备上可用，包括手机、平板电脑、个人电脑、汽车和智能电视。提供给英国听众的媒体不包含商业广告。

## 历史

2018年BBC Sounds原版圖示

BBC Sounds应用程序的初始测试版本于2018年6月推出， 此时测试版本和iPlayer Radio应用程序都可以用来收听BBC广播。2018年10月，BBC Sounds网站取代了iPlayer Radio面向英国用户的服务。2019年9月，iPlayer Radio应用程序最终在英国停止服务。2020年9月22日起，BBC Sounds向国际用户开放，并于10月末取代iPlayer Radio。 从此，iPlayer Radio提供的服务彻底被BBC Sounds取代。2020年3月智能电视端（包括Amazon Fire TV ）应用程序发布。 

## 内容
根据BBC Sounds官方，它是BBC专门用于存放原始音频节目资料的地方，而不只是提供实时转播，这点与iPlayer Radio不同。
BBC还宣布计划在BBC Sounds平台中提供第三方的播客节目，但没有明确第三方内容是否可供下载。 

## 可用性
与BBC电视节目不同，BBC Sounds的大部分节目在全球可用，且不需要英国电视授权。在英国国外不可用的节目主要有体育报导、音乐，尤其是古典音乐和音乐会直播。出于版权限制，BBC Sounds不允许非英国使用者下载广播节目，但允许下载大部分播客。
目前，BBC Sounds应用程序在中国、俄罗斯、印度、越南不可用。